# Andreea Marin
Andreea Violeta Marin (nascuda el 22 de desembre de 1974 a Roman, comtat de Neamţ) és una presentadora de televisió i personalitat de televisió romanesa.

## Primers anys de vida i carrera
Es va especialitzar en Periodisme, Relacions Públiques i Publicitat, Programació Informàtica i Matemàtiques i Física durant els seus anys universitaris. Va debutar el 1994 a TVR Iași com a presentadora.
La seva implicació en els mitjans de comunicació romanesos sembla haver contribuït directament a la seva selecció com la persona mediàtica femenina amb més èxit del país. El 2 de desembre de 2006, Marín va ser l'amfitrió del Festival de la Cançó d'Eurovisió Junior 2006. També va presentar els vots romanesos a les finals del Festival d'Eurovisió de 2000, 2004, 2006 i 2007.
Des de l'any 1999 condueix i dirigeix Surprize, Surprize ("Sorpreses, sorpreses"), un programa de llarga durada sobre històries de vida de persones amb discapacitat, persones sense diners i persones amb familiars desapareguts, emès a TVR1.
Marin és el director de comunicació de Prime Time World Broadcast , amb seu a Madrid, i el director editorial de la versió romanesa de Business Woman Magazine.

## Vida personal
Casada amb Ștefan Bănică Jr. el 2006, posteriorment va ser coneguda com a Andreea Marin Bănică. Tenen una filla, Ana Violeta Bănică (n. 15 de desembre de 2007). La parella es va divorciar el 2013. Es va casar amb el metge Tuncay Öztürk el 2014. L'octubre de 2016 van anunciar el final del seu matrimoni, tot i que va acabar oficialment el 13 de febrer de 2017.
Andreea Marin és l'única ambaixadora romanesa de bona voluntat d'UNICEF.